# Ion Ghica
Pour les autres membres de la famille, voir Famille Ghica.
Ion Ghica  (né le 12 août 1816, à Bucarest, décédé le 22 avril 1897, à Ghergani, județ de Dâmbovița) est l'une des figures de la renaissance culturelle roumaine, homme d'État de la seconde moitié du XIXe siècle, académicien, ingénieur, économiste, écrivain, diplomate, mathématicien, et pédagogue. Il est Président du Conseil des ministres des Principautés unies de Moldavie et de Valachie à deux reprises (entre 1866 et 1867 et entre 1870 et 1871), président de l'Académie roumaine, quatre fois (1876-1882, 1884-1887, 1890-1893, 1894-1895).

## Biographie

### Enfance et études[1]
Il est né dans la famille des boyards Ghica, de Dimitrie « Tache » Ghica (grand ban, logothète et hetman, et de Maria Câmpineanu, il est le neveu des princes Grigore IV Ghica et Alexandre II Ghica. Il passe au domaine paternel une bonne partie de son enfance ; parmi les hôtes de son père on trouvait le haïdouk Iancu Jianu, qui venait pour des parties de chasse au loup, au renard ou au lièvre.
Ghica fut éduqué à Bucarest, dans la classe de I. A. Vaillant, ainsi qu’au collège Saint-Sava, où il fit la connaissance de Nicolae Bălcescu. Il fut envoyé en 1835 à Paris, où il vécut rue Saint-Hyacinthe, avec d’autres compatriotes. À Paris il fit la connaissance de Vasile Alecsandri, un dimanche, quai Voltaire, lorsque le groupe moldave descendait se promener aux Champs-Élysées. Le 11 janvier 1836, il passa le baccalauréat, mais avec des notes médiocres. Il étudia l’ingénierie des mines et les mathématiques à Paris, entre 1837 et 1841. À Paris, il fréquentait le salon philhellène de madame de Champy, la loge l’« Athénée des Étrangers », les cours de minéralogie du Muséum national d'histoire naturelle et l’ambassade ottomane (les principautés roumaines étaient encore tributaires de l’Empire et Ghica était donc un sujet du « Grand Turc »). Il passait certaines de ses nuits chez Tortoni, boulevard des Italiens, ne revenant chez lui qu’à l’aube.

### Carrière
À son retour de Paris, en 1841, il enseigne la géologie, l’anthropologie et l'économie politique (Ion Ghica a été le premier professeur roumain d'économie politique), à Iași (Academia Mihăileană), où il a soutenu l’idée d’une union douanière entre la Principauté de Valachie et la Moldavie, en vue d’une union politique des deux principautés roumaines. Avec Nicolae Bălcescu, il a fondé la société secrète « Frăția » (« La Fraternité »), en 1843 et en 1844 il a travaillé en tant que rédacteur de la publication Propășirea (« Le Progrès »).
Après la mort de son père, 20 novembre 1844, il décide de voyager à l’étranger (Paris, Londres, Italie…). Il revint en Roumanie en 1847, pour se marier avec Alexandrina (Sacha), la fille du général russe d’origine phanariote Nikolaï Mavros, archéologue amateur et propriétaire du domaine de Ciomegele, dans le județ de Buzău.
À Iași, Ghica participa à la révolution roumaine de 1848 qui promouvait l’union des deux principautés roumaines sous un prince autochtone, Mihail Sturdza. Le mouvement ayant échoué, Ghica devint chargé de cours des mathématiques à l’université fondée par Sturdza. Puis, au nom de la révolution, il déménagea à Bucarest où il fut l’un des dirigeants de la Révolution de 1848 de Valachie. 1848 vit aussi la naissance de son premier fils, Dumitru. Puis il partit pour Constantinople en tant qu’agent des révolutionnaires, pour négocier avec le gouvernement ottoman.
Après la répression de la révolution, il resta en exil à Constantinople. C’est là que naquit sa fille Maria, le 5 janvier 1852. En avril 1854, Ion Ghica est nommé prince de Sámos par le sultan ottoman. Il fut accueilli au port de Vathý, capitale de l’île, par des sons des cloches, des coups de canon, des « hourrah » de la population, par les bénédictions du clergé et par les enfants des écoles munis des feuilles de laurier. Il reçut ces honneurs avec beaucoup d’humour : « Avant que je n’eusse rien fait de bien, on a chanté trois hymnes en mon honneur, on m’a débité une pièce en vers toujours en l’honneur de mon Excellence ! Je n’ose imaginer ce qui arrivera si je me rends utile : sans doute devrais-je filer de Sámos à l’anglaise ». En 1856, le 5 juillet, son fils Scarlat naquit dans l’île. Ion Ghica régna à Sámos durant 5 ans, laissant un souvenir mitigé : d’un côté il fit construire à Vathý un petit théâtre et un aqueduc avec des fontaines gratuites, mais de l’autre, à la demande du Sultan, il interdit strictement la piraterie, jusque-là lucrative « activité annexe » des navigateurs locaux.

#### Ministre
À la fin de son règne à Sámos, au début de novembre 1858, il revint en Valachie. En 1859 - 1860, il fut ministre de l'Intérieur des principautés unies de Moldavie et de Valachie, sous Alexandru Ioan Cuza. Il agrandit ses domaines, en achetant pour 15 000 ducats les terres de Săbiești et de Stănești, contiguës avec Ghergani, « ce qui me fait une des plus belles propriétés de Valachie ». Sa femme Sacha possédait pour sa part le domaine de Coucourouz de Vlașca. En avril 1869, Ghica achète aussi aux enchères, des terrains de l’État à Larga-Ialomița, soit quelque 1 259 ha.
En 1862, il vint à Londres, pour les études de son fils Dumitru : « Je suis arrivé sain et sauf dans la capitale du confortable ». Nous apprenons qu’« il adorait les Anglais depuis sa jeunesse et parlait leur langue comme un fils d’Albion ».
En 1863, il était déjà vice-président de la Chambre, mais cela ne l’empêche pas de rester, en avril, « blotti dans ma chaumière ». Sa femme lui donna encore un fils : Nicolae. En été, il était à Vienne et à Francfort. En juillet 1865 il était, de nouveau à Londres. Il rendit visite à son fils Dumitru au Collège Wellington. Il revint en Roumanie par la route de Lyon, Florence, Naples et Constantinople. Le 20 mai 1865, sa famille s’agrandit à nouveau, par la naissance du puiné Alexandre.
En 1866, Ion Ghica fut premier ministre et ministre des Affaires étrangères (du 11 février au 11 mai). En juillet 1866, il prit part à un bal féerique donné par Ali Pacha à Tarabya. Toujours en juillet, il revint et fut à nouveau nommé ministre (15 juillet 1866 – 28 février 1867). En août, il détient deux ministères.
En 1867, il est ministre de l'intérieur. En septembre, il est de nouveau à Londres, en octobre à Paris puis à Turin, d’où il va à Florence et à Sienne : « Jamais l’Italie ne m’a semblé aussi belle ». Entre le 18 décembre 1870 et le 10 mars 1871, Ion Ghica est de nouveau premier ministre et ministre de l’Intérieur.
Il a fait partie du mouvement anti-dynastique des années 1870 - 1871. En septembre, il était à Vienne, à Cracovie et à Lemberg (Lviv, en ukrainien). En 1872, il était, de nouveau, à Constantinople, en juillet au Pirée, ensuite à Vichy. Bien qu'Ion Ghica fût un homme influent, son fils Dumitru, licencié de la faculté des sciences morales et politiques de l’université Cambridge, ne fut pas retenu par la commission présidée par August Treboniu Laurian, pour le poste de la chaire de philosophie de la faculté des lettres de l'université de Iași.
En mars 1875, Ghica fut à Paris et à l'automne à Londres : « Je suis tout à fait dans les grandeurs, je vois des ducs et marquis ». À partir du 11 février 1877, il fut pour trois ans, le directeur du Théâtre national, où il protégea notamment Vasile Alecsandri. Il était aussi sénateur, président de la Société académique roumaine, président de la Société générale d’assurances mutuelle « Unirea ». En 1878, il était à Berlin et à Paris, pour faire connaître aux délégués du Congrès de Berlin le point de vue de son gouvernement (qui n’y était pas admis, alors que le sort du pays s’y jouait).

#### Ambassadeur
Entre 1881 et 1889, il fut ministre plénipotentiaire de la Roumanie à Londres. En août 1881, il visita lord Granville, qui était malade et immobilisée dans un fauteuil, Lady Granville recevait les hôtes « habillée de diamants et de blanc », à l’entrée du salon. En tant qu’homme qui se respecte, il s’inscrit au club « Wellington », dans la liste de laquelle on le retrouve en tant que « His Excellency Prince Ghica » (« son excellence le prince Ghica »). Le 10 août, il présenta à la reine ses lettres de créance, à Osborne.
Son fils Alexandru (né en 1865) étudiait à Paris. Le voilà à Vichy, en 1882, en visite chez Mihail Kogălniceanu, qui était en convalescence après une intervention chirurgicale. En 1882, il assista à une représentation de Michel Strogoff à Paris. Il y revint en septembre et en novembre de la même année. En mars 1883, il y assista à un concert de l’orchestre Jules Pasdeloup. En juin, il était à Vienne, en juillet de nouveau à Londres, en août à Vichy et en septembre à Aix-les-Bains. Le 7 octobre, il était à Brighton « à la recherche d’un rayon de soleil ». Début novembre sa femme Sacha arriva à Londres, juste au moment où le monde était sous l’impression d’une explosion accidentelle de dynamite, dans le tunnel du métro londonien. Le 9 novembre, Ion Ghica participa au banquet donné par le lord Mayor Guildhall, où le premier ministre britannique parla en honneur de la France, représentée par Waddington, ainsi que par le comte de Ferdinand de Lesseps.
En février 1884, nous retrouvons Ion Ghica à Paris, en mars à Bucarest, en avril à Vienne, en juin et juillet à Londres, en août à Vichy et à Royat-les-Bains (il loge au Grand Hôtel Servant), en septembre à Londres, et en novembre et décembre à Paris, à l’occasion des examens de son fils.
Le 1er février 1885, il était à Paris, à l’hôtel Rastatt. De Paris, il part pour Lisbonne, pour participer au Congrès postal international. Au retour, Ghica passe par Madrid, Cordoue, Grenade, où il reçoit l’Ordre de la Conception. En août 1885, il s'inscrit à nouveau sur les registres du Grand Hôtel Servant à Royat-les-Bains (« M. le prince Ghica »), puis il retrouve Vasile Alecsandri, à Aix-les-Bains. Alecsandri était alors ministre plénipotentiaire de Roumanie à Paris. Les deux amis circulaient entre Paris et Londres, chacun à son tour. En mai, il assistait, à Berlin, au Rigoletto de Giuseppe Verdi.
En mars 1887, il était à Berlin, en mai à Paris, où il consulte le docteur Pottin, en août à Édimbourg. Il fait une excursion « charmante » sur la côte de l’Écosse. Ensuite, il passe par Hombourg, une localité aux eaux thermales, puis par Bâle, Genève, Aix-les-Bains. L’année suivante, il va de nouveau, en août, à Vichy.
Il meurt dans la matinée du 22 avril 1897 à Ghergani.

## Œuvres
- Vademecum al inginerului și al comerciantului, 1848, 1865
- Ajutorul comerciantului, al agricultorului și al inginerului, 1873 (avec D. A. Sturdza)
- Poids de la Moldovalachie dans la Question d’Orient, 1838
- Scrisori către Vasile Alecsandri, 1880
- Amintiri din pribegie, 1848
- Convorbiri economice, 1865 – 1875